# Мавр зробив свою справу, мавр може йти
«Мавр зробив свою справу, мавр може йти» (нім. «Der Mohr hat seine Arbeit getan, der Mohr kann gehen») — крилатий вислів, фраза-символ споживацького ставлення до людини, яку спочатку цинічно використовували в будь-яких цілях, а потім, замість подяки, відвернулися від неї.

## Походження
Іноді ці слова помилково приписують венеційському мавру Отелло — головному героєві п'єси Вільяма Шекспіра «Отелло».
Насправді ця фраза з п'єси (дія 3, ява 4) «Змова Фієско в Генуї» (1783) німецького поета Йоганна Фрідріха Шиллера (1759—1805).
Таку фразу вимовляє один з персонажів п'єси — мавр — після того, як він допоміг графу Фієско організувати повстання проти дожа Андреа Доріа, тирана Генуї, і незабаром виявив, що вже не потрібен змовникам, що вони бачили в ньому тільки інструмент для досягнення своїх цілей.
В основу цієї п'єси Шиллера покладено реальні події в Генуї в 1547 р.

## Розходження з оригіналом
В п'єсі Шиллера: нім. «Der Mohr hat seine Arbeit getan, der Mohr kann gehen» (дослівно: мавр виконав свою роботу, мавр може йти).
Але часто цитують як: нім. «Der Mohr hat seine Schuldigkeit getan, der Mohr kann gehen» (дослівно: мавр виконав свій обов'язок, мавр може йти).

## Пародії
Фраза «Мавр зробив свою справу, мавр може йти» настільки полюбилася народу, що стала джерелом для численних пародій і переробок, авторство яких визначити дуже важко:
- «Мавр, що не зробив свою справу, — не мавр»;
- «А чи зробив ти свою справу, мавре?»;
- «Зробив справу — гуляй мавром»;
- «Маври приходять і йдуть, а справа залишається»;
- «Мавр зробив свою чорну справу»;
- «Мавр зробив свою справу, мавр хоче ще».